# 서무상
서무상(徐武祥, 1977년 6월 15일 ~ )은 대한민국의 바둑 기사이다.

## 약력
1994년에 입단하였고 1995년 제31기 패왕전, 제1기 테크론배 프로기전 본선에 진출했다. 1997년 3단 승단을 거쳐 1998년 배달왕기전과 제8기 비씨카드배 신인왕전, 제2기 SK가스배 본선에 올랐다. 2002년 4단으로 승단했으며 2004년 5단에 올랐고 제1기 전자랜드배 왕중왕전 백호부 16강전에 진출했다. 2005년 한국바둑리그 본선 진출하고 6단으로 승단했다. 2006년 제3기 전자랜드배 왕중왕전 32강과 제40기 KT배 왕위전 도전자결정전에 진출했다. 2009년 7단을 거쳐 2012년 7월에 8단으로 승단하였다. 2017년 제11회 지지옥션배 본선에 올랐다. 2020년 9단으로 승단했다.